# Gâteau aux noix de Grenoble
Le gâteau aux noix de Grenoble que l’on trouve parfois sous le nom de dauphinois (parfois même dauphinoix) ou grenoblois est une pâtisserie, spécialité de la région grenobloise.

## Origine
Cette recette utilise comme son nom l’indique des noix de Grenoble (AOC depuis 1938) comme ingrédient principal. Le gâteau originel que l’on peut encore trouver dans quelques pâtisseries de Grenoble et de la région de Vinay est une sorte de tourte fourrée de miel, de caramel et de crème au noix.

## Variantes
Aujourd’hui de nombreuses recettes sont présentées sous le nom de « gâteau aux noix de Grenoble », plus ou moins fidèle à la recette originale.